# David du Plessis
David Johannes du Plessis (7 februari 1905 - 31 januari 1987) was een Zuid-Afrikaans voorganger van de pinksterbeweging.
 
Du Plessis is met name bekend omdat hij als een van de eerste pinksterchristenen toenadering zocht tot de gevestigde kerken.
Du Plessis werd op 16-jarige leeftijd christen en onderging op 18-jarige hetgeen dat onder pinksterchristenen bekendstaat als de doop met de Heilige Geest, een geestelijke ervaring die meestal gepaard gaat met het spreken in tongen. Hij werd in 1928 als predikant beroepen door de Faith Apostolic Faith Mission in Zuid-Afrika. In 1949 verhuisde hij naar de Verenigde Staten en maakte daar de overstap naar de Assemblies of God.
Du Plessis werd een actief uitdrager van de oecumenische gedachte. In de jaren 50 kwam hij in aanraking met de charismatische beweging  binnen de traditionele kerken. Een belangrijke sleutel hierin vervulde John McKay, de voorzitter van de Universiteit van Princeton. McKay nodigde Du Plessis in 1952 uit om te spreken bij de Internationale Zendingsraad in Willingen in West-Duitsland. Hij was van plan geweest slechts drie dagen te blijven, maar zat de conferentie uit, zozeer werd er steeds een beroep gedaan op zijn visie, zijn mening, zijn ‘kennis’ van de Geest. Daar verkreeg hij zijn bijnaam "Mr Pentecost".
Hij was namens de pinksterbeweging waarnemer bij de vergadering van de Wereldraad van Kerken in 1954 en 1961, en werd wederom als vertegenwoordiger van de pinksterbeweging uitgenodigd bij het Tweede Vaticaans Concilie. Het feit dat Du Plessis toenadering zocht tot de gevestigde kerken werd hem niet door iedereen in dank afgenomen. Zo werd hem het predikantschap ontnomen door de Assemblies of God. Desondanks had hij toch binnen de pinksterbeweging een grote invloed. Zo onderhield hij onder andere briefwisselingen met prominente pinksterpredikers als Donald Gee, Leonard Steiner, Dennis Bennett, Lewi Pethrus, Oral Roberts,  Paul Yonggi Cho en Jimmy Swaggart.